# Mr. Scarface Is Back
Mr. Scarface Is Back é o álbum de estréia do rapper Scarface, membro dos Geto Boys. O álbum estreou em 51º na Billboard 200 e 13º na Top R&B/Hip Hop Albums e ganhou certificado de disco de ouro em 23 de Abril de 1993, com 657,315 cópias vendidas. Mr. Scarface Is Back é considerado um dos melhores álbuns de rap de todos os tempos.
Dois singles foram lançados junto com o álbum, "Mr Scarface" e "A Minute to Pray and a Second to Die", que tiveram sucesso mediano nas paradas de Rap e R&B.

## Faixas
1. Mr. Scarface - 5:52
2. The Pimp - 3:08
3. Born Killer - 3:38
4. Murder by Reason of Insanity - 3:47
5. Your Ass Got Took - 3:44
6. Diary of a Madman - 3:04
7. Body Snatchers - 3:12
8. Money and the Power - 3:49
9. P D Roll 'Em - 3:47
10. Good Girl Gone Bad - 4:17
11. A Minute to Pray and a Second to Die - 4:44
12. I'm Dead - 2:27

## Samples
- "Your Ass Got Took"
  - "Sing a Simple Song" de Sly & the Family Stone
  - "Four Cornered Room" de War
- "A Minute to Pray and a Second to Die"
  - "Inner City Blues (Make Me Wanna Holler)" de Marvin Gaye
  - "What's Going On" de Marvin Gaye
  - "Kissing My Love" de Bill Withers
- "Born Killer"
  - "Funky Drummer" de James Brown
  - "Theme From "Buck & the Preacher"" de The Nite-Liters
  - "The Assembly Line" de The Commodores
- "Good Girl Gone Bad"
  - "Good Old Music" de Funkadelic
  - "Do Like I Do" de Smokey Robinson
- "I'm Dead"
  - "Thinking" de The Meters
  - "Down on the Avenue" de Fat Larry's Band
- "Money and the Power
  - "Love Serenade (Part II)" de Barry White
  - "UFO" de ESG
- "Mr. Scarface"
  - "Itsy Bitsy Spider" de Nursery Rhyme
  - "Gimme What You Got" de Le Pamplemousse
- "Murder by Reason of Insanity"
  - "Synthetic Substitution" de Melvin Bliss
  - "UFO" de ESG
  - "Untitled Instrumental" de James Brown
- "PD Roll 'Em"
  - "I' Been Watchin' You" de Southside Movement
- "The Pimp"
  - "Impeach the President" de The Honey Drippers
  - "Sportin' Life" de James Brown

## Posição nas paradas
| Parada (2002)                         | Posição position |
| ------------------------------------- | ---------------- |
| U.S. Billboard 200                    | 51               |
| U.S. Billboard Top R&B/Hip-Hop Albums | 13               |
| U.S. Billboard Top Heatseekers        | 1                |